# Голубац (Мионица)
Голубац је насеље у Србији у општини Мионица у Колубарском округу. Према попису из 2022. било је 78 становника.

## Демографија
У насељу Голубац живи 131 пунолетни становник, а просечна старост становништва износи 49,8 година (50,4 код мушкараца и 49,2 код жена). У насељу има 50 домаћинстава, а просечан број чланова по домаћинству је 3,04.
Ово насеље је великим делом насељено Србима (према попису из 2002. године), а у последња три пописа, примећен је пад у броју становника.
|  |

| Демографија | Демографија | Демографија |
| Година      | Становника  | Становника  |
| ----------- | ----------- | ----------- |
| 1948.       | 360         |             |
| 1953.       | 337         |             |
| 1961.       | 340         |             |
| 1971.       | 295         |             |
| 1981.       | 250         |             |
| 1991.       | 164         | 164         |
| 2002.       | 152         | 152         |

| Етнички састав према попису из 2002.‍ | Етнички састав према попису из 2002.‍ | Етнички састав према попису из 2002.‍ | Етнички састав према попису из 2002.‍ | Етнички састав према попису из 2002.‍ |
| ------------------------------------ | ------------------------------------ | ------------------------------------ | ------------------------------------ | ------------------------------------ |
|                                      |                                      |                                      |                                      |                                      |
| Срби                                 | Срби                                 |                                      | 150                                  | 98,68%                               |
| Црногорци                            | Црногорци                            |                                      | 2                                    | 1,31%                                |
| непознато                            | непознато                            |                                      | 0                                    | 0,0%                                 |

| Година пописа     | 1948. | 1953. | 1961. | 1971. | 1981. | 1991. | 2002. |
| ----------------- | ----- | ----- | ----- | ----- | ----- | ----- | ----- |
| Број домаћинстава | 55    | 56    | 63    | 63    | 57    | 53    | 50    |

| Број чланова      | 1 | 2  | 3 | 4 | 5 | 6 | 7 | 8 | 9 | 10 и више | Просек |
| ----------------- | - | -- | - | - | - | - | - | - | - | --------- | ------ |
| Број домаћинстава | 9 | 20 | 7 | 3 | 3 | 6 | 0 | 1 | 0 | 1         | 3,04   |

| Пол    | Укупно | Неожењен/Неудата | Ожењен/Удата | Удовац/Удовица | Разведен/Разведена | Непознато |
| ------ | ------ | ---------------- | ------------ | -------------- | ------------------ | --------- |
| Мушки  | 64     | 5                | 52           | 6              | 1                  | 0         |
| Женски | 72     | 6                | 52           | 14             | 0                  | 0         |
| УКУПНО | 136    | 11               | 104          | 20             | 1                  | 0         |

| Пол    | Укупно                    | Пољопривреда, лов и шумарство | Рибарство                            | Вађење руде и камена | Прерађивачка индустрија       |
| ------ | ------------------------- | ----------------------------- | ------------------------------------ | -------------------- | ----------------------------- |
| Мушки  | 42                        | 38                            | 0                                    | 0                    | 1                             |
| Женски | 21                        | 21                            | 0                                    | 0                    | 0                             |
| УКУПНО | 63                        | 59                            | 0                                    | 0                    | 1                             |
| Пол    | Производња и снабдевање   | Грађевинарство                | Трговина                             | Хотели и ресторани   | Саобраћај, складиштење и везе |
| Мушки  | 0                         | 2                             | 0                                    | 1                    | 0                             |
| Женски | 0                         | 0                             | 0                                    | 0                    | 0                             |
| УКУПНО | 0                         | 2                             | 0                                    | 1                    | 0                             |
| Пол    | Финансијско посредовање   | Некретнине                    | Државна управа и одбрана             | Образовање           | Здравствени и социјални рад   |
| Мушки  | 0                         | 0                             | 0                                    | 0                    | 0                             |
| Женски | 0                         | 0                             | 0                                    | 0                    | 0                             |
| УКУПНО | 0                         | 0                             | 0                                    | 0                    | 0                             |
| Пол    | Остале услужне активности | Приватна домаћинства          | Екстериторијалне организације и тела | Непознато            | Непознато                     |
| Мушки  | 0                         | 0                             | 0                                    | 0                    | 0                             |
| Женски | 0                         | 0                             | 0                                    | 0                    | 0                             |
| УКУПНО | 0                         | 0                             | 0                                    | 0                    | 0                             |

## Галерија
- Голубац - панорама
- Голубац - панорама
- Голубац - панорама
- Голубац - панорама
- Голубац - панорама
- Голубац - панорама